# Botó de menú

Exemple d'icona d'un botó de menú

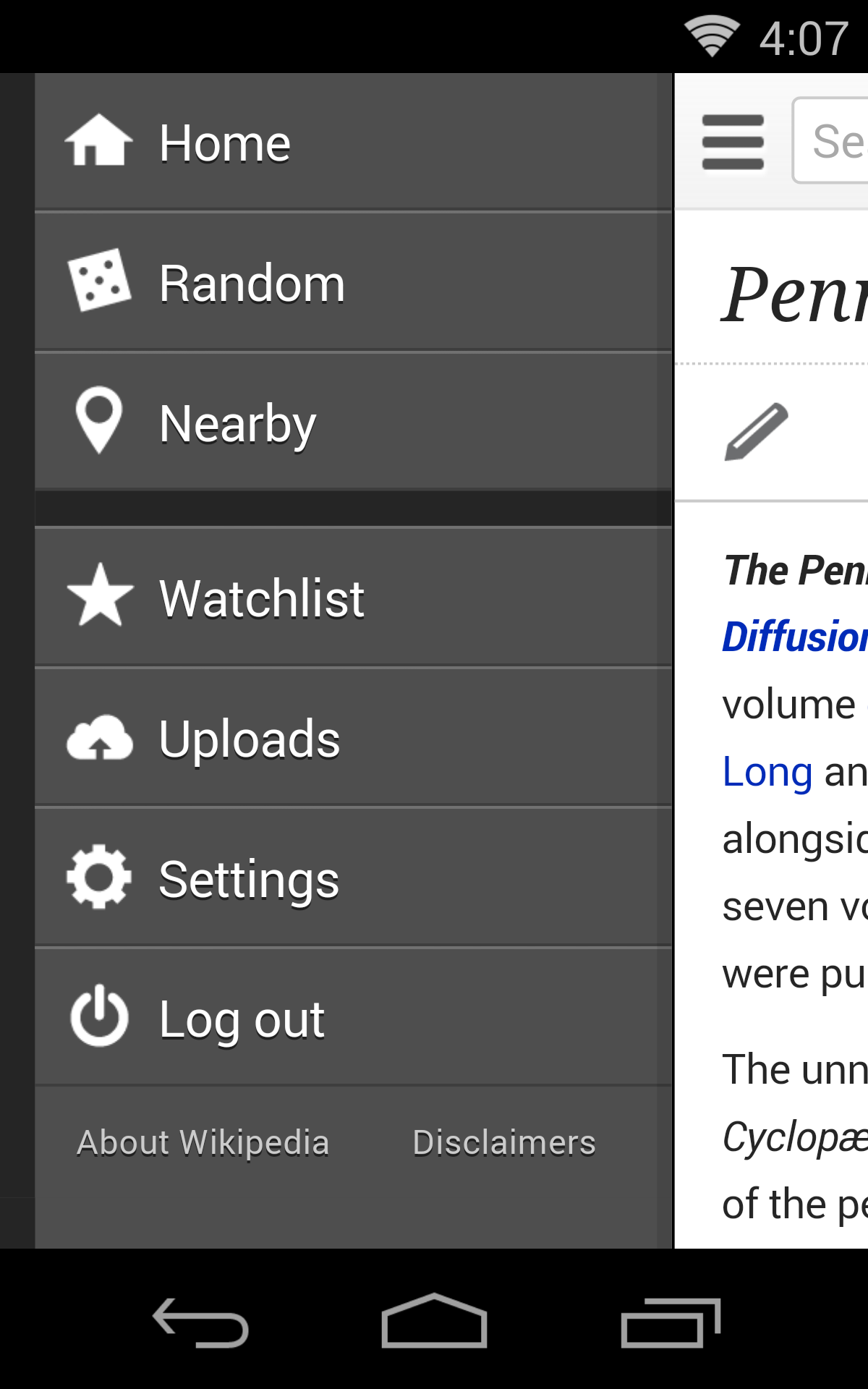
Captura de pantalla de l'aplicació de la Viquipèdia, amb un botó de menú i el seu menú, desplegat

En una interfície gràfica d'usuari, el botó de menú o botó d'opcions (en anglès menu button o options button) és un botó situat normalment a dalt a l'esquerra o a dalt a la dreta que, quan se selecciona (tocant-lo o fent-hi clic), mostra un menú, a diferència d'una barra de menús, que mostra els seus menús sempre.
Aquest botó acostuma a contenir una icona que consta de tres línies horitzontals paral·leles (☰). Aquest aspecte ha fet que també se'l conegui com a hamburger button ("botó d'entrepà d'hamburguesa") o, menys sovint, hotdog button ("botó de frankfurt") o pancake button ("botó de crep"), perquè les ratlles horitzontals recorden les diferents capes presents en aquests aliments. L'ús d'aquesta icona com a abreviatura gràfica prové de la voluntat d'estalviar espai a les pantalles dels dispositius més petits, com ara els telèfons intel·ligents. En algunes plataformes, per estalviar encara més espai, la icona s'ha reduït a tres punts apilats un a sobre de l'altre, com una mena de punts suspensius verticals (⋮).
TechCrunch, en un article titulat "Kill the hamburger buttons" ("Mateu els botons de menú"), ha criticat el botó de menú per ser una "decisió de disseny poc encertada" en les apps.
Aquesta icona la va dissenyar Norm Cox perquè formés part de la interfície gràfica d'usuari de l'estació de treball Xerox Star, i va viure un ressorgiment a partir del 2009 degut al poc espai de pantalla de què disposaven les apps.